# Lorem ipsum
Lorem ipsum je alternativni tekst, koji se rabi u kreiranju teksta strukture (publikacija, promotivnih poruka, web stranica itd.).

## Povijest
Lorem ipsum potječe od 1500. kada ga je iskoristila nepoznata osoba prilikom ispisa uzoraka knjiga. Iako Lorem ipsum izgleda kao poredak slučajnih riječi, tekst dolazi od latinske literature 45 godina prije Krista. Njezin autor je poznati rimski govornik Ciceron, koji ga je objavio u knjizi "de Finibus bonorum et Malorum" (Krajnosti dobra i zla). 

## Vanjske poveznice
- Izvornik De finibus bonorum et malorum (knjiga I.), Ciceron, na latinskom Wikizvoru.
- Lorem ipsum generator u mnogim jezicima i kodiranja znakova.